# Phaseoleae
Phaseoleae là một tông thực vật thuộc phân họ Faboideae.

## Các chi
Cajaninae
- Adenodolichos Harms
- Bolusafra Kuntze
- Cajanus Adans.
- Carrissoa Baker f.
- Chrysoscias E. Mey.[Note 1]
- Dunbaria Wight & Arn.
- Eriosema (DC.) Desv.
- Flemingia Roxb. ex W. T. Aiton
- Paracalyx Ali
- Rhynchosia Lour.

Clitoriinae
- Barbieria DC.
- Centrosema (DC.) Benth.
- Clitoria L.
- Clitoriopsis R. Wilczek
- Periandra Mart. ex Benth.

Diocleinae
- Camptosema Hook. & Arn.
- Canavalia Adans.
- Cleobulia Mart. ex Benth.
- Collaea DC.
- Cratylia Mart. ex Benth.
- Cymbosema Benth.[Note 2]
- Dioclea Kunth
- Galactia P. Browne
- Lackeya Fortunato et al.[Note 3]
- Luzonia Elmer
- Macropsychanthus Harms ex K. Schum. & Lauterb.
- Neorudolphia Britton
- Rhodopis Urb.

Glycininae
- Amphicarpaea Elliott ex Nutt.
- Calopogonium Desv.
- Cologania Kunth
- Dumasia DC.
- Eminia Taub.
- Glycine Willd.
- Herpyza C. Wright
- Neocollettia Hemsl.
- Neonotonia J. A. Lackey
- Neorautanenia Schinz
- Nogra Merr.
- Pachyrhizus Rich. ex DC.
- Phylacium Benn.
- Pseudeminia Verdc.
- Pseudovigna (Harms) Verdc.
- Pueraria DC.
- Sinodolichos Verdc.
- Teramnus P. Browne
- Teyleria Backer

Kennediinae
- Hardenbergia Benth.
- Kennedia Vent.
- Vandasina Rauschert

Ophrestiinae
- Cruddasia Prain
- Ophrestia H. M. L. Forbes
- Pseudoeriosema Hauman

Phaseolinae
- Alistilus N. E. Br.
- Ancistrotropis A. Delgado
- Austrodolichos Verdc.
- Cochliasanthus Trew
- Condylostylis Piper
- Dipogon Liebm.
- Dolichopsis Hassl.
- Dolichos L.
- Helicotropis A. Delgado
- Lablab Adans.
- Leptospron (Benth.) A. Delgado
- Macroptilium (Benth.) Urb.
- Macrotyloma (Wight & Arn.) Verdc.
- Mysanthus G. P. Lewis & A. Delgado
- Nesphostylis Verdc.
- Oryxis A. Delgado & G. P. Lewis
- Oxyrhynchus Brandegee
- Phaseolus L.
- Physostigma Balf.
- Ramirezella Rose
- Sigmoidotropis (Piper) A. Delgado
- Spathionema Taub.
- Sphenostylis E. Mey.
- Strophostyles Elliott
- Vatovaea Chiov.
- Vigna Savi
- Wajira Thulin

incertae sedis
- Apios Fabr.
- Butea Roxb. ex Willd.
- Cochlianthus Benth.
- Decorsea R. Vig.
- Diphyllarium Gagnep.
- Dysolobium (Benth.) Prain
- Erythrina L.
- Mastersia Benth.
- Meizotropis Voigt[Note 4]
- Mucuna Adans.
- Otoptera DC.
- Psophocarpus Neck. ex DC.
- Shuteria Wight & Arn.
- Spatholobus Hassk.
- Strongylodon Vogel